# Chaos and Disorder
Chaos and Disorder is het achttiende muziekalbum van de Amerikaanse popartiest Prince (toen bekend als O(+>) en werd uitgebracht in 1996.

## Algemeen
Het rockgetinde album is een van zijn contractueel verplichte albums aan Warner Bros., waar hij een geschil mee had.
Aan de binnenkant van het album valt een soort van sneer naar de platenmaatschappij te lezen:
Originally intended 4 private use only, this compilation serves as the last original material recorded by "O(+>" 4 Warner Brothers Records - May U live 2 see the dawn
Commercieel gezien doet het album het niet slecht. Er worden wereldwijd totaal 1,4 miljoen exemplaren verkocht (nl: #15, vk: #10, vs #26).

## Nummers
| Nr. | Titel                  | Duur |
| --- | ---------------------- | ---- |
| 1.  | Chaos And Disorder     | 4:20 |
| 2.  | I Like It There        | 3:16 |
| 3.  | Dinner With Delores    | 2:46 |
| 4.  | The Same December      | 3:24 |
| 5.  | Right The Wrong        | 4:39 |
| 6.  | Zannalee               | 2:24 |
| 7.  | I Rock, Therefore I am | 6:15 |
| 8.  | Into The Light         | 2:47 |
| 9.  | I Will                 | 3:36 |
| 10. | Dig U Better Dead      | 1:26 |

## Single
Er komt één single uit van Chaos and Disorder, die echter niet in de Verenigde Staten uit kwam. Dinner With Delores, met Had U en Right The Wrong als B-kant.  De single doet echter weinig (be: Ultratop: Geen hitnoteringen, nl: tip, vk: #36).
In de videoclip van Dinner With Delores is O(+> nog steeds te zien met het woord "Slave" in spiegelbeeld op zijn linkerwang.